# Final da Taça dos Clubes Campeões Europeus de 1973-74
A Final da Taça dos Clubes Campeões Europeus de 1973-74  foi jogada entre o Bayern de Munique da Alemanha Ocidental e o Atlético de Madrid da Espanha. O gol de Schwarzenbeck no tempo extra significou um empate entre os dois lados, então um outro jogo  foi marcado para dois dias depois. O Bayern ganhou o segundo jogo de forma convincente, com dois gols de Uli Hoeneß e dois de Gerd Müller, dando ao time alemão uma vitória por 4 a 0. Até o momento, esta é a única final da Taça dos Clubes Campeões Europeus/Champions League que teve dois jogos.

## Chegando a Final
| Bayern Munich  | Bayern Munich | Bayern Munich | Bayern Munich | Rodada           | Atlético Madrid  | Atlético Madrid | Atlético Madrid | Atlético Madrid |
| -------------- | ------------- | ------------- | ------------- | ---------------- | ---------------- | --------------- | --------------- | --------------- |
| Oponente       | Agg.          | Ida           | Volta         |                  | Oponente         | Agg.            | Ida             | Volta           |
| Åtvidaberg     | 4–4 (4–3 p)   | 3–1 (C)       | 1–3 (F)       | Primeira Rodada  | Galatasaray      | 1–0             | 0–0 (C)         | 1–0 (F)         |
| Dynamo Dresden | 7–6           | 4–3 (C)       | 3–3 (F)       | Segunda Rodada   | Dinamo București | 4–2             | 2–0 (F)         | 2–2 (C)         |
| CSKA Sofia     | 5–3           | 4–1 (C)       | 1–2 (F)       | Quartas-de-Final | Estrela Vermelha | 2–0             | 2–0 (F)         | 0–0 (C)         |
| Újpesti Dózsa  | 4–1           | 1–1 (F)       | 3–0 (C)       | Semi-Final       | Celtic           | 2–0             | 0–0 (F)         | 2–0 (C)         |

## Os Jogos

### 1° Jogo
| 15 de Maio de 1974 | Bayern de Munique  | 1 – 1 | Atlético de Madrid | Heysel Stadium, Bruxelas              |
|                    | Schwarzenbeck 120' |       | Aragonés 114'      | Público: 48,722 Árbitro: Vital Loraux |

| Bayern Munich | Atlético Madrid |

|              |    |                          |     |
|              |    |                          |     |
| GL           | 1  | Sepp Maier               |     |
| LE           | 3  | Paul Breitner            |     |
| ZG           | 4  | Hans-Georg Schwarzenbeck |     |
| ZG           | 5  | Franz Beckenbauer (c)    |     |
| LD           | 2  | Johnny Hansen            |     |
| ME           | 11 | Jupp Kapellmann          |     |
| MC           | 8  | Rainer Zobel             |     |
| MD           | 6  | Franz Roth               |     |
| EE           | 10 | Uli Hoeneß               |     |
| ATA          | 9  | Gerd Müller              |     |
| ED           | 7  | Conny Torstensson        | 75' |
| Substitutes: |    |                          |     |
| MF           | 12 | Bernd Dürnberger         | 75' |
| Manager:     |    |                          |     |
| Udo Lattek   |    |                          |     |

|                     |    |                             |     |     |
|                     |    |                             |     |     |
| GK                  | 1  | Miguel Reina                |     |     |
| DF                  | 2  | Francisco Delgado Melo      |     |     |
| DF                  | 3  | José Luis Capón             |     |     |
| MF                  | 4  | Adelardo Rodríguez (c)      |     |     |
| DF                  | 5  | Ramón Heredia               |     |     |
| DF                  | 6  | Eusebio Bejarano            |     |     |
| FW                  | 7  | José Ufarte                 |     | 60' |
| MF                  | 8  | Luis Aragonés               |     |     |
| FW                  | 9  | José Eulogio Gárate         |     |     |
| FW                  | 10 | Javier Irureta              | 86' |     |
| MF                  | 11 | Ignacio Salcedo             |     | 85' |
| Substitutes:        |    |                             |     |     |
| FW                  | 14 | Alberto Fernández Fernández |     | 85' |
| MF                  | 15 | Heraldo Bezerra             |     | 60' |
| Manager:            |    |                             |     |     |
| Juan Carlos Lorenzo |    |                             |     |     |

### 2° Jogo
| 17 de Maio de 1974 | Atlético de Madrid | 0 – 4 | FC Bayern München                 | Heysel Stadium, Bruxelas                 |
|                    |                    |       | Hoeneß 28', 82' · Müller 56', 69' | Público: 23,283 Árbitro: Alfred Delcourt |

| Atlético Madrid | Bayern Munich |

| GK                  | 1  | Miguel Reina                |     |     |
| DF                  | 2  | Francisco Delgado Melo      |     |     |
| DF                  | 3  | José Luis Capón             |     |     |
| DF                  | 4  | Adelardo Rodríguez (c)      |     | 59' |
| DF                  | 5  | Ramón Heredia               |     |     |
| MF                  | 6  | Eusebio Bejarano            | 51' |     |
| MF                  | 7  | Ignacio Salcedo             |     |     |
| MF                  | 8  | Luis Aragonés               |     |     |
| FW                  | 9  | José Eulogio Gárate         |     |     |
| FW                  | 10 | Alberto Fernández Fernández |     | 65' |
| FW                  | 11 | Heraldo Bezerra             |     |     |
| Substitutes:        |    |                             |     |     |
| MF                  | 14 | Domingo Benegas             | 73' | 59' |
| FW                  | 16 | José Ufarte                 |     | 65' |
| Manager:            |    |                             |     |     |
| Juan Carlos Lorenzo |    |                             |     |     |

| GK         | 1  | Sepp Maier               |     |
| DF         | 2  | Johnny Hansen            |     |
| DF         | 3  | Paul Breitner            |     |
| DF         | 4  | Hans-Georg Schwarzenbeck |     |
| DF         | 5  | Franz Beckenbauer (c)    |     |
| MF         | 6  | Franz Roth               |     |
| MF         | 7  | Conny Torstensson        |     |
| MF         | 8  | Rainer Zobel             |     |
| FW         | 9  | Gerd Müller              | 29' |
| FW         | 10 | Uli Hoeneß               |     |
| MF         | 11 | Jupp Kapellmann          |     |
| Manager:   |    |                          |     |
| Udo Lattek |    |                          |     |